# Kalathomyrmex
Kalathomyrmex es un género de hormiga en la subfamilia Myrmicinae contiene la única especie Kalathomyrmex emeryi. Primero fue descripta como Myrmicocrypta emeryi por Forel en 1907, la especie fue trasladada recientemente a su género actual Klingenberg y Brandao en 2009.